# Mastim napolitano
Mastim napolitano[Nota] (em italiano:  Mastino napoletano) é uma raça de cães do tipo mastim nativa da Itália. A raça compartilha um ancestral em comum com a cane corso.

## História

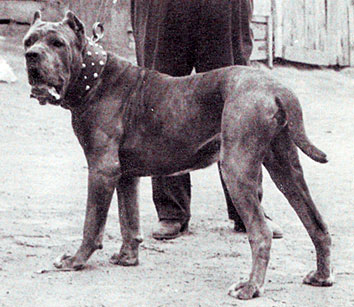
Mastim Napolitano dos anos 1950

O seu possível ancestral direto, o molosso romano ou cane pugnax, foi citado e descrito por oradores da Roma antiga e alguns de seus traços ainda podem ser observados na raça moderna. Mas, assim como no caso de muitas outras raças, a mastim napolitano também tem sua verdadeira origem incerta, podendo ser relacionada ao extinto mastim assírio, presente em representações artísticas milenares.
O mastim napolitano moderno é fruto de um trabalho de resgate realizado na primeira metade do século XX, quando uma land-race endêmica e antiga de cães de fazenda estava desaparecendo da Itália.

Em Milão no ano de 1914, Mario Monti de Bagnacavallo apresentou seu cão chamado Drago numa exposição ao juiz Fabio Caielli, que recusou-se a julgar o animal alegando que não pertencia a nenhuma raça conhecida e portanto não possuía padrão para se embasar e julgar. Após isto, Monti e Caielli, resolveram buscar cães similares em outras regiões com o objetivo de reunir, resgatar e desenvolver a raça italiana, que inicialmente chamaram apenas de molosso italiano, porém, cães deste tipo recebiam os mais diversos nomes regionais, incluindo cane da presa, e can' corso. Monti e Caielli encontraram alguns cães usados por guardas particulares e também vários cães nas zonas rurais e urbanas de Nápoles, Foggia, Benevento, Barletta e Bari. A partir daí, a land-race foi salva da extinção e começou a ser transformada em raça.
A raça moderna foi descrita detalhadamente pela primeira vez em 1952 no livro 300 razzi di cani de Piero Scanziani, outro criador que aderiu a causa bem antes do livro e desempenhou um papel importante, produzindo inclusive o primeiro cão campeão. Em 1965 foi aprovado o primeiro padrão da raça, já nomeada de mastino napoletano (mas ainda mencionando os sinônimos cane da presa e cane corso), pela assembleia de criadores para o kennel clube italiano ENCI. Desde então a raça vem se popularizando mundo à fora.
Na década de 1970 foram descobertos por Paolo Breber, em fazendas da Itália, cães molossos diferentes dos mastins napolitanos da época - que já estavam se distanciando da aparência primitiva. Tais cães redescobertos vieram a se tornar o cane corso moderno, hoje uma raça italiana distinta.

## Características
Fisicamente pode chegar aos 70 kg e medir até 77 cm na cernelha; sua cabeça é a maior entre todas as raças caninas. Sua personalidade é descrita como leal, apesar da sua face carrancuda; é tido como paciente e dócil.

## Galeria

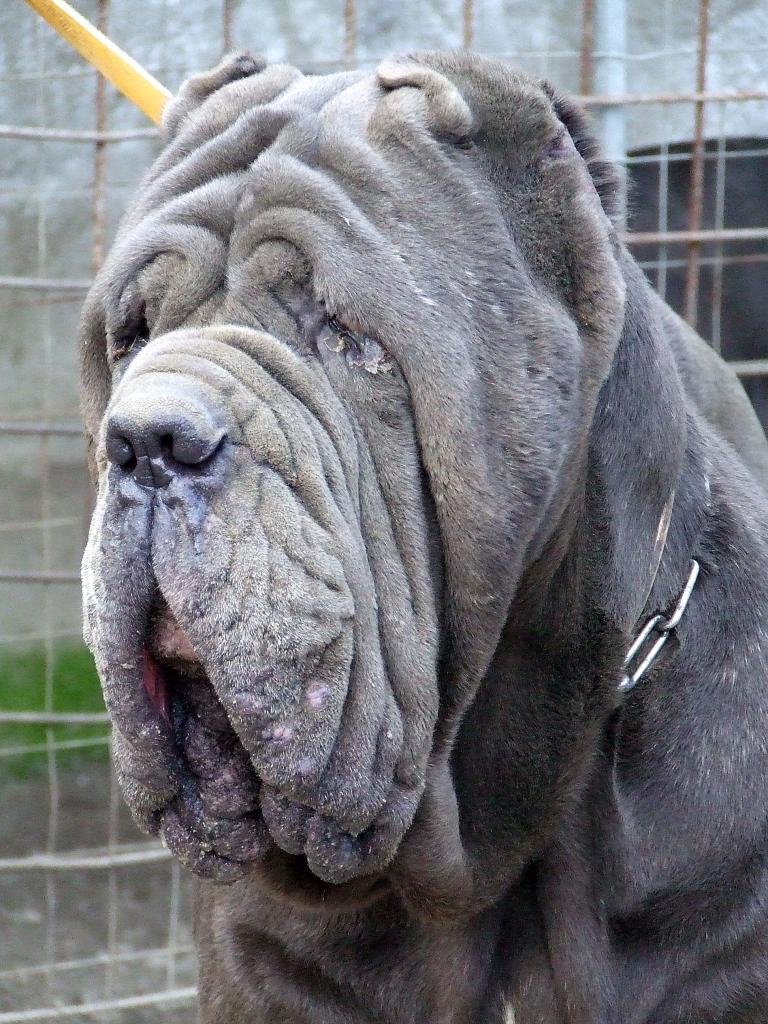
Detalhe cabeça de um cão mastim napolitano
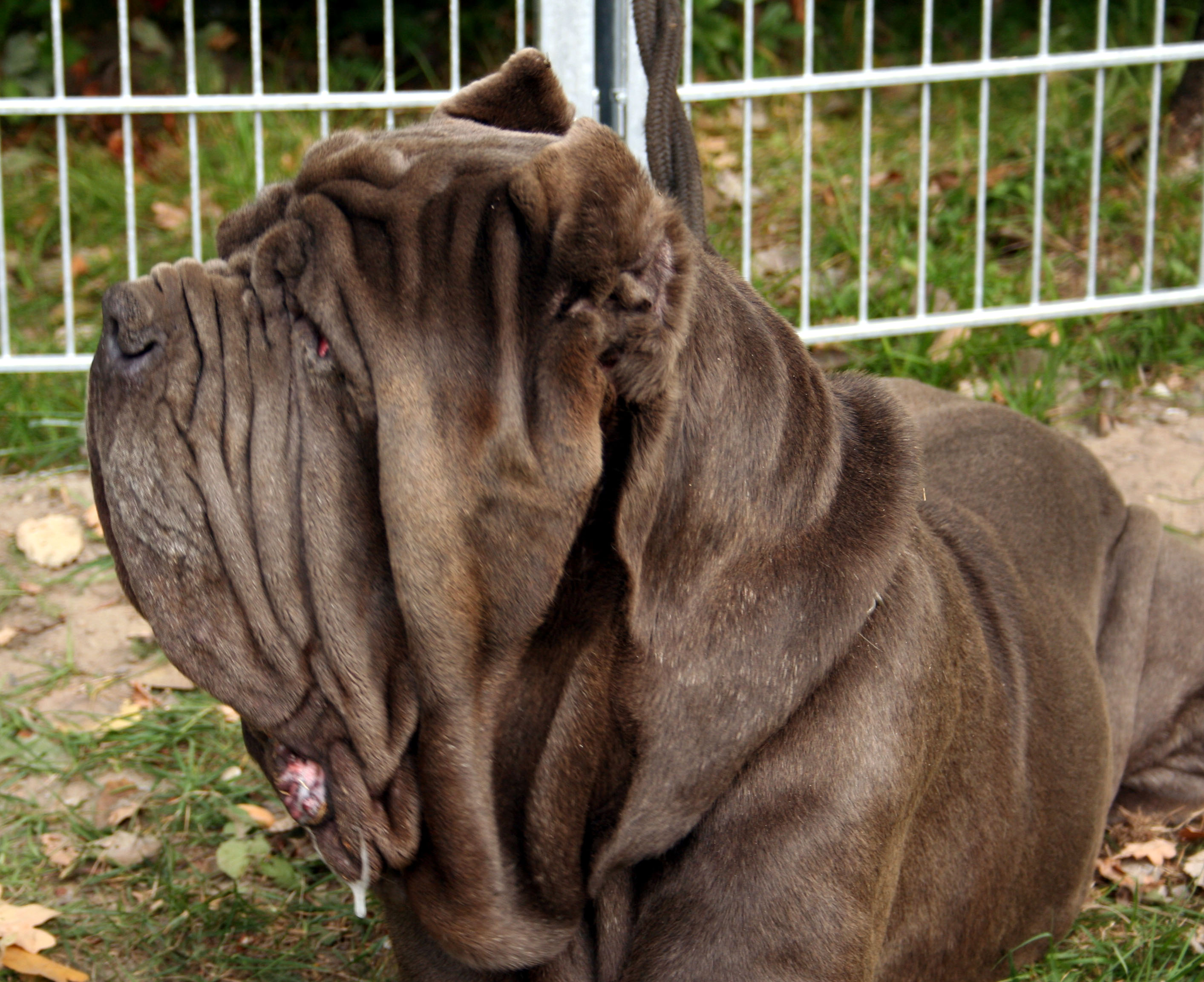
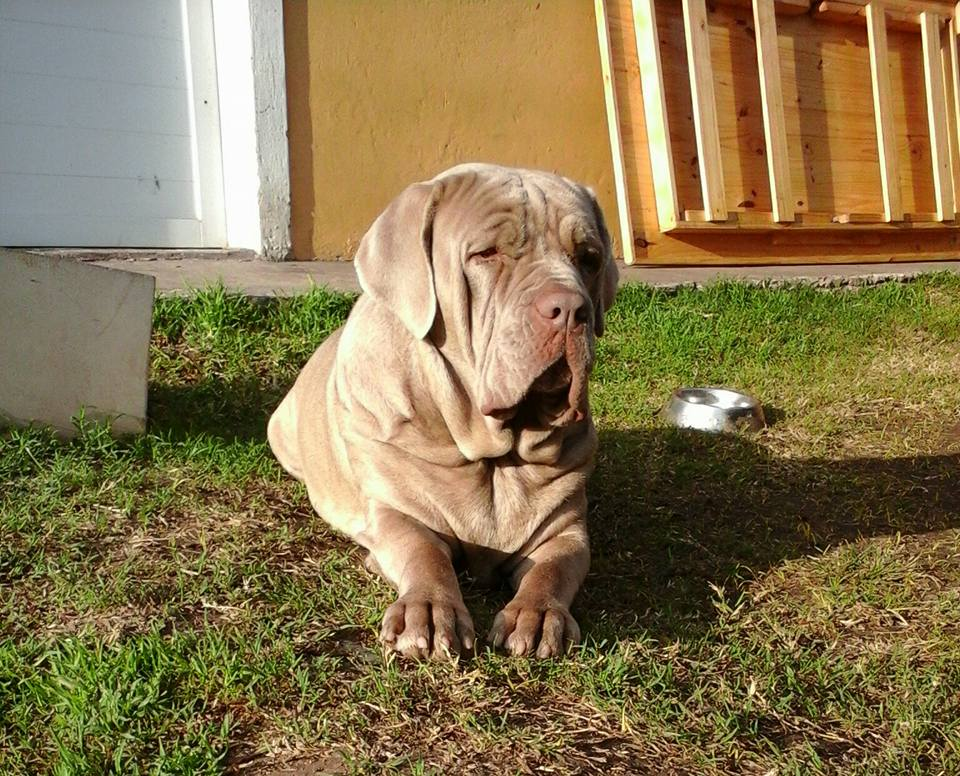
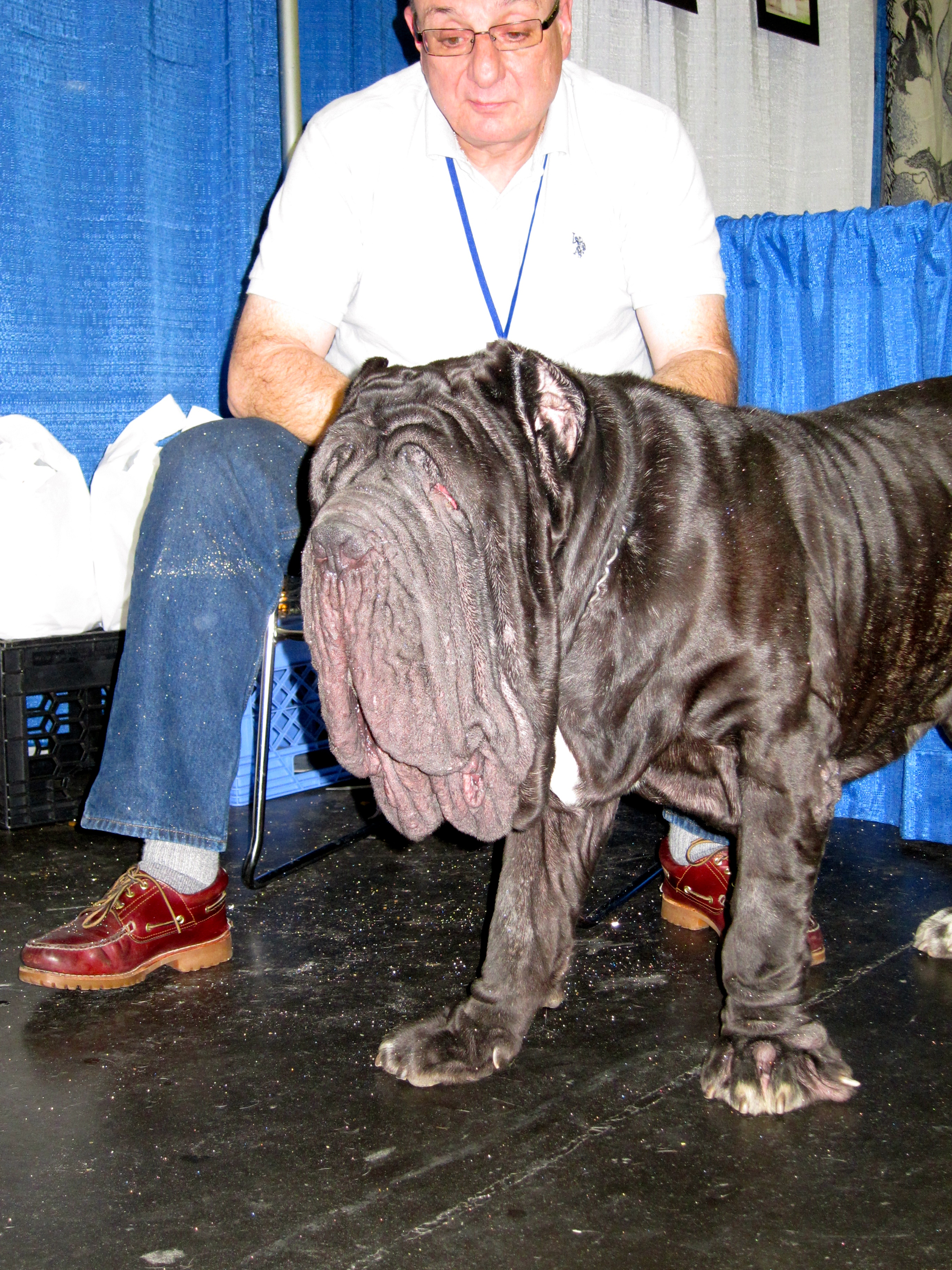
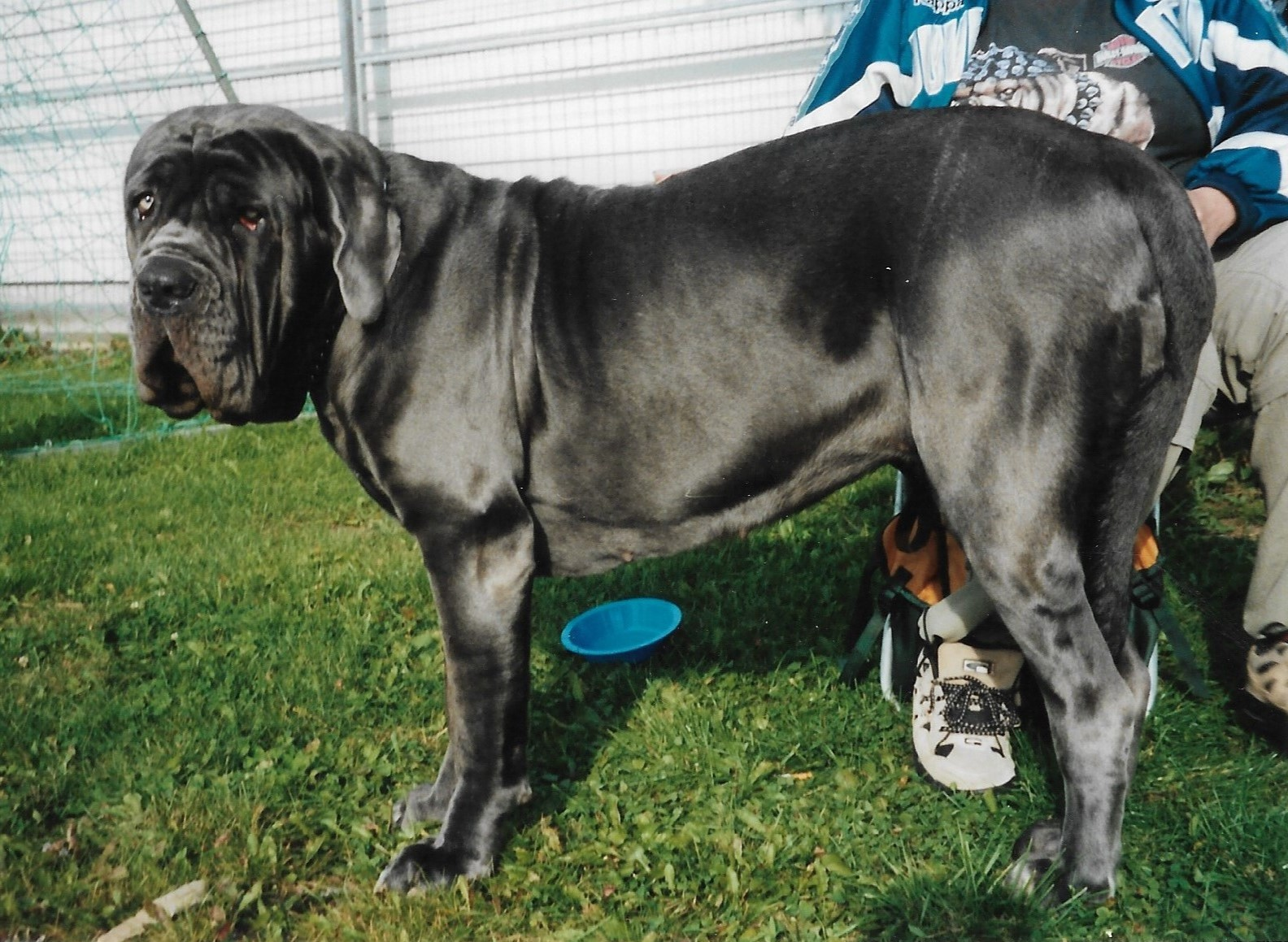
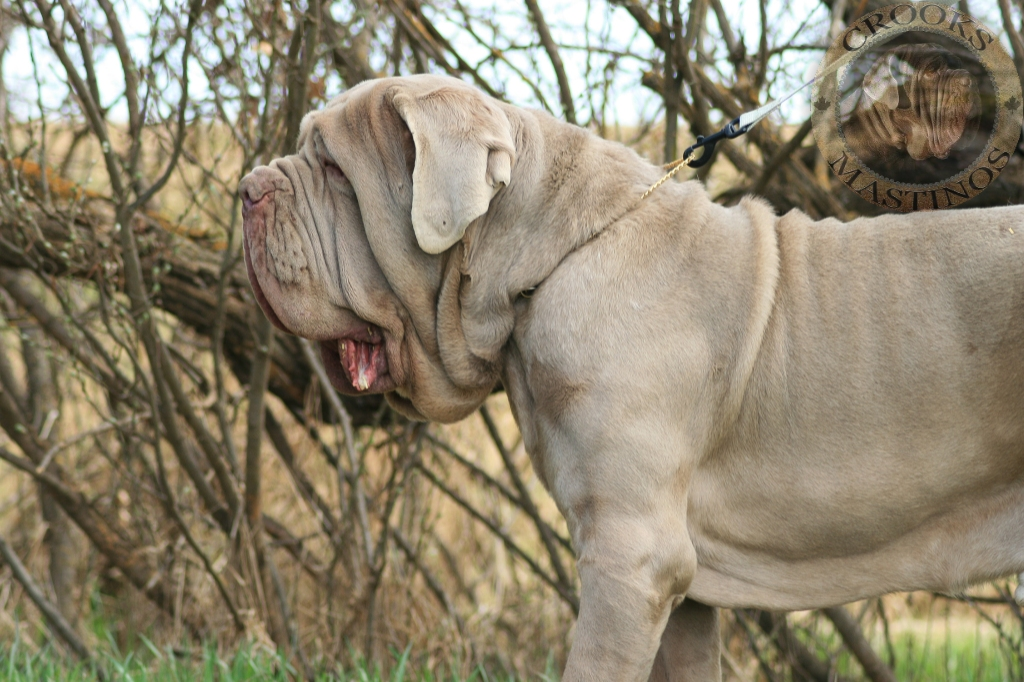